# Andreas Nordström
Andreas Nordström, född den 28 april 1874 i Stora Mellösa, död den 23 april 1949 i Stockholm, var en svensk byggnadsingenjör och byggmästare.

## Biografi
Nordström genomgick Byggnadsyrkesskolan i Stockholm 1898–1901 och lärde sig muraryrket. Därefter var han anställd på olika arkitektkontor i Stockholm och började egen verksamhet 1905. Han godkändes samma år av Stockholms byggnadsnämnd som byggmästare att få uppföra byggnader i huvudstaden. Bland av honom uppförda byggnader märks stadsvillorna Tofslärkan 13 och Trädlärkan 4 i Lärkstaden.
Mellan 1924 och 1926 var han ordförande för Stockholms Byggmästareförening. Han var under många år styrelseledamot av Svenska bostadskreditkassan och  styrelseledamot av Stadshypotekskassan samt verkställande ledamot av byggnadskommittén för Karolinska sjukhuset.
Tillsammans med Hugo Ahldin drev han 1905–1939 fastighetsaktiebolaget Ahldin & Nordström.

## Utmärkelser
- 1935 Riddare av Nordstjärneorden.
- 1940 Kommendör av Vasaorden andra klassen.
- 1940 S:t Eriksmedaljen från Stockholms stad.